# 梶原真弓
梶原 真弓（かじわら まゆみ、1967年2月12日 - ）は、日本の女優、タレント、声優である。埼玉県戸田市出身。オスカープロモーション所属。

## 来歴・人物
浦和実業学園高等学校卒業。
1985年（昭和60年）、ミス戸田に選ばれる。1987年（昭和62年）、『胸キュン刑事』で主演デビュー。同年には東洋紡のキャンペーンガールを務めた。その後アサヒビールイメージガール（1992年）、CanCamモデルなどの活動を経て、1994年（平成6年）結成のシェイプUPガールズに加入。
ゴルフへの造詣も深く、芸能人ゴルフ大会の常連メンバーでもある。幼稚園から中学1年生まで水泳を習っていて、ジュニアオリンピック強化指定選手としてジュニアオリンピックに出場した。その強さと速さは正しく折紙付で1994年（平成6年）のオールスター感謝祭で芸能界水泳ナンバー1とも言われている井上晴美を下す大金星を挙げた他、走力もあり「芸能界女性最速」と言われており、井手らっきょと五輪選手との対決にも出演していた。
2004年（平成16年）10月にゴルフショップを経営する青年実業家と結婚。シェイプUPガールズでは今井恵理に続いて2人目の既婚者となる。2006年（平成18年）10月、オスカープロを通してコメントを発表し双子を妊娠したことを明らかにした。2007年（平成19年）4月3日午後2時46分と同47分に都内の病院で双子の男児を帝王切開で出産した。
同じ事務所でCanCam時代の同僚だった秋田陽子とは今でも仲良しとのこと。

## 出演

### テレビドラマ
- 胸キュン刑事（1987年4月 - 6月・テレビ朝日） - 主演・皇くるみ 役
- 月曜ドラマランド（1987年7月・フジテレビ）
- 土曜ワイド劇場（1988年9月・テレビ朝日） - ゲスト主役
- 世にも奇妙な物語「似顔絵の女」（1992年7月9日・フジテレビ） - 立花晶子 役
- Tears（1999年2月・テレビ朝日）
- 救急戦隊ゴーゴーファイブ 第33話「ウブな災魔の戦士」（1999年・テレビ朝日） - 斉藤美由紀 役
- 月曜ドラマスペシャル 十津川警部シリーズ19・伊豆・七滝殺人事件（2000年4月3日・TBS） - 日野由加(佐伯京子) 役
- 女と愛とミステリー「主婦探偵・河原綾子のぞき見事件簿」（2001年12月19日、テレビ東京）
- 土曜ワイド劇場「終着駅シリーズ14・砂漠の駅」（2003年2月8日、テレビ朝日）
- 恋愛裁判 第2話（2001年12月・日本テレビ） - ゲスト
- 月曜ミステリー劇場（TBS）
  - 「探偵 左文字進8・鶴冨姫伝説の殺意」（2003年9月29日・TBS） - 若村 役
  - 「司法書士 大河内双葉・女金融道」（2003年・TBS） - ゲスト
- 水曜ミステリー9「ガンリキ 警部補・鬼島弥一3・疑惑の女練炭殺人の完全犯罪!?」（2013年7月10日・テレビ東京） - 三田村百合子 役

### 映画
- でべそ DEストリップ（1996年マクザム、監督：望月六郎）
- 狂弾II アジア暴力地帯（2001年） - 鮎川京子 役
- 東京攻略（2001年・香港映画）
- 釣りバカ日誌12 史上最大の有給休暇（2001年） - 茉莉 役
- ファイト・ガール（2003年10月）
- 実録・マフィアンヤクザ劇場版 PUBLIC ENEMIES（2012年9月8日） - ユイ(Dreamのママ)役

### Vシネマ
- 仁義16 裏切りの銃弾（1998年） - かおる 役
- 平成維新伝 群狼がゆく（2000年） - 蝶野環 役
- ペリカンロード（2001年、ケイエスエス、監督：鎌田義孝） - 岡崎かな子 役
- 実録マフィアンヤクザIII BADWORLD（2011年） - エステ店オーナー 役

### テレビアニメ
- こちら葛飾区亀有公園前派出所 第165話「実録! Vカメラマン」（2000年1月30日） - 流星光
- 破壊魔定光（2001年） - 九重千恵子

### テレビ
- 趣味悠々「水中散歩を楽しもう」（2003年4月 - 6月、NHK教育テレビ）
- いい旅・夢気分（2010年12月15日、2012年10月24日、テレビ東京）- シェイプUPガールズのメンバーの中島史恵と共に旅人。
- 旅スルおつかれ様〜ハーフタイムツアーズ〜（テレビ東京系）
- セレクションX（2005年 - 2006年、テレビ朝日）
- 虎ノ門市場（テレビ東京系）

## ソロ写真集
- 梶原真弓写真集（ワニブックス・1997年）
- MAYUMI（近代映画社・1998年）
- Made in HOLLYWOOD（バウハウス・2000年）